# جون بيل (لاعب كرة قدم مواليد 1997)
جون بيل (بالإنجليزية: Jon Bell)‏ هو لاعب كرة قدم أمريكي في مركز الدفاع، ولد في 26 أغسطس 1997 في سيلفر سبرينغ في الولايات المتحدة. لعب مع UMBC Retrievers men's soccer ‏.

## وصلات خارجية
- جون بيل (لاعب كرة قدم مواليد 1997) على موقع الدوري الأمريكي (الإنجليزية)
- جون بيل (لاعب كرة قدم مواليد 1997) على موقع قاعدة بيانات كرة القدم.إي يو (الإنجليزية)
- جون بيل (لاعب كرة قدم مواليد 1997) على موقع ناشيونال فوتبول تيمز (الإنجليزية)
- جون بيل (لاعب كرة قدم مواليد 1997) على موقع Soccerway.com (الإنجليزية)
- جون بيل (لاعب كرة قدم مواليد 1997) على موقع عالم كرة القدم.نت (الإنجليزية)